# Gribskov Gymnasium
Gribskov Gymnasium (indtil 2007 Helsinge Gymnasium) er et gymnasium i Helsinge i Nordsjælland. Det er bygget i 1979 og indviet i 1981. De oprindelige bygninger er tegnet af arkitektfirmaet Dall og Lindhardtsen og beregnet til 12 klasser (ca. 300 elever). I 2003 besluttedes det at udvide gymnasiet med en hel fløj og dette arbejde blev påbegyndt i 2004 og afsluttet i 2007. Dette arbejde indebar også opførelsen af Gribskov kultursal hvor der kan opføres koncerter og teaterstykker. Pr. 1. januar 2007 overgik gymnasiet til selveje.
Gribskov Gymnasium udbyder en særlig nordatlantisk klasse (NGK), hvor eleverne under deres gymnasietid vil gå i skole i Danmark, Færøerne, Island og Grønland.
På YouTube kan man se Gribskov Gymnasiums videoer om matematik.

## Rektorer
Gymnasiet har kun haft tre rektorer:
1. Jens Anker Jørgensen (1979-1997)[2]
2. Kirsten Jeppesen (1998 – 2013)
3. Kristoffer Høy Sidenius (siden 2014).

## Kendte elever
Gymnasiet har bl.a. udklækket: 
- 1982: Rolf Sørensen - cykelrytter og sports-kommentator på TV2 (blev ikke student)[4]

- 1983: Lars Løkke Rasmussen – cand.jur. fra Københavns Universitet samt politiker, forskellige ministerposter siden 2001, bl.a.statsminister, udenrigsminister, finansminister og Indenrigs- og sundhedsminister. Tidligere formand for Venstre og nu formand for Moderaterne
- 1984: Poul Erik Høyer – badmintonspiller
- 1985: Sine Sunesen – cand.jur. fra Københavns Universitet og formand for Akademikernes Centralorganisation (AC)
- 1989: Carsten Jørgensen – orienterings- og langdistanceløber
- 1995: Leonora Christina Skov – mag.art. i litteraturvidenskab fra Københavns Universitet, forfatterinde og kritiker
- 1996: Christian Brøns Petersen – sanger
- 1997: Morten Resen – vært på Go' Morgen Danmark
- 1998: Sara Grabow – sangerinde, musiker og skuespillerinde
- 2000: Anne Marie Geisler Andersen – cand.scient.pol. fra Københavns Universitet og politiker
- 2003: Mikkel Boe Følsgaard – skuespiller
- 2019: Oscar Dietz – skuespiller